# Metropolitana di Taoyuan
La metropolitana di Taoyuan o Taoyuan Rail Transit conosciuta come MRT (Mass Rapid Transit o Metro Rail Transit) è una metropolitana che asserve la città di Taoyuan. Consiste di 21 stazioni e 51 km di binari. 
In futuro è prevista la costruzione di altre 4 linee. La metropolitana ha iniziato ad effettuare il servizio passeggeri il 2 marzo 2017, collegando così a città di Taipei con il suo aeroporto internazionale.

## Linea
| Linea | Linea               | Data di apertura | Termini             | Termini         | Stazioni | Lunghezza (km) | Deposito |
| ----- | ------------------- | ---------------- | ------------------- | --------------- | -------- | -------------- | -------- |
| A     | Taoyuan Airport MRT | 2 marzo 2017     | Taipei Main Station | Huanbei Station | 21       | 51,0           | Chingpu  |

## Linee approvate e in progetto
| Linea | Linea            | Termini            | Termini          | Lunghezza (km) | Stato                   |
| ----- | ---------------- | ------------------ | ---------------- | -------------- | ----------------------- |
| G     | Linea principale | Danan/Bade         | Kengkou/Hengshan | 27,2           | Approvato               |
| G     | Linea Daxi       | Bade               | Daxi             | 10,0           | In progetto             |
| G     | Linea Zhongli    | Bade               | Zhongli          | -              | In progetto             |
| O     | Linea principale | Shanzaiding        | Tongan           | -              | In progetto             |
| O     | Linea Longtan    | Shanzaiding        | Longtan          | 6,0            | In progetto             |
| BR    | Linea Taolin     | Taoyuan            | Shanbi           | 12,5           | In progetto             |
| BR    | Linea Huilong    | Taoyuan            | Huilong          | 11,5           | In progetto             |
| B     | Linea blu        | Airport Terminal 2 | Zhongli          | 25,4           | Confluita nella linea A |